# Aéroport de Três Lagoas
L'aéroport de Três Lagoas aussi appelé aéroport Plínio Alarcom (code IATA : TJL • code OACI : SBTG) est l'aéroport de la ville de Três Lagoas au Brésil.

## Compagnies aériennes et destinations
| Compagnies              | Destinations                        |
| ----------------------- | ----------------------------------- |
| Azul Brazilian Airlines | Campinas                            |
| Passaredo Linhas Aéreas | Ribeirão Preto, São Paulo-Guarulhos |

## Accès
L'aéroport est situé à 5 km du centre-ville de Três Lagoas.